# Johann I. (Polen)

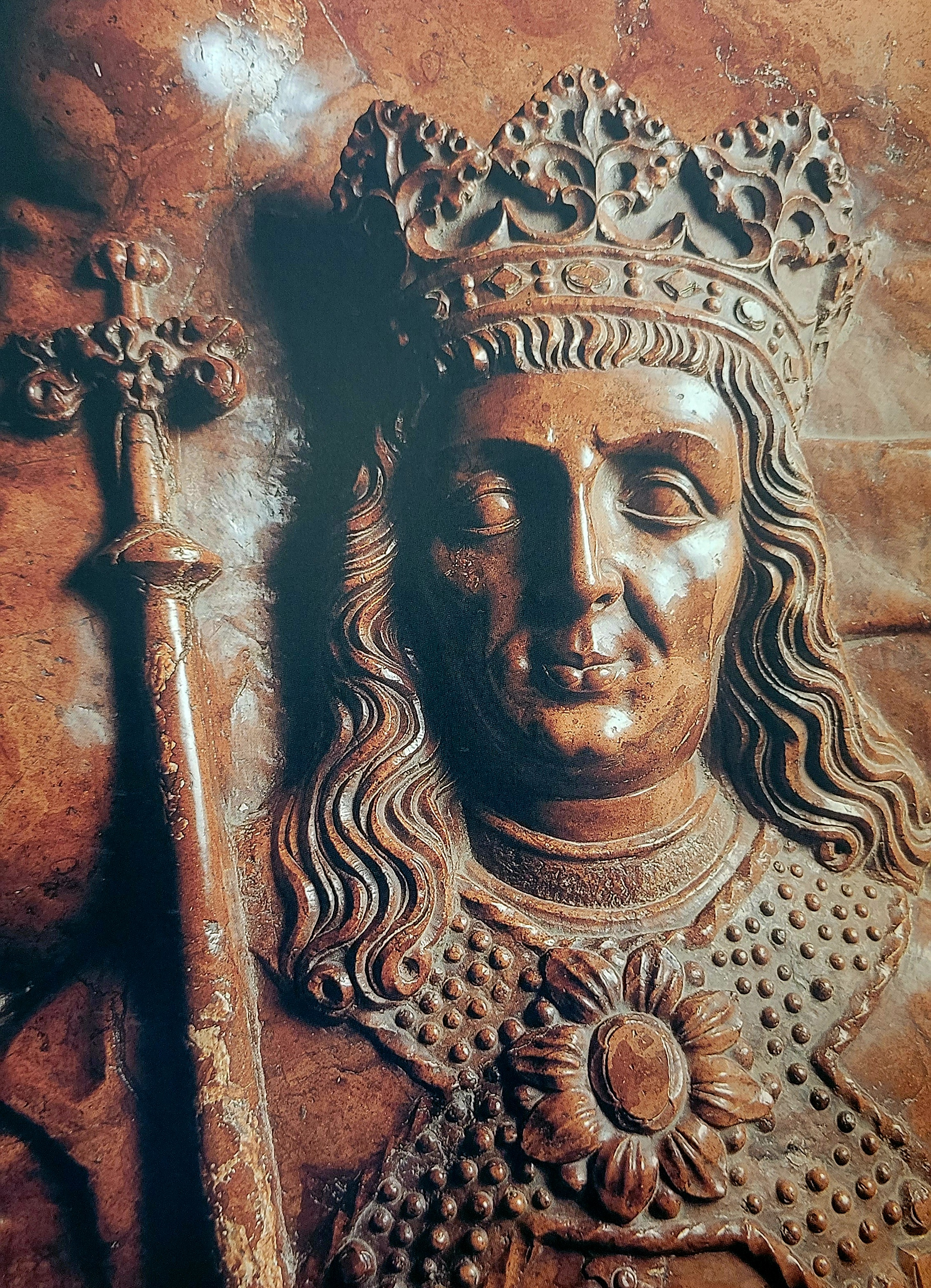
Grabplatte in der Wawel-Kathedrale

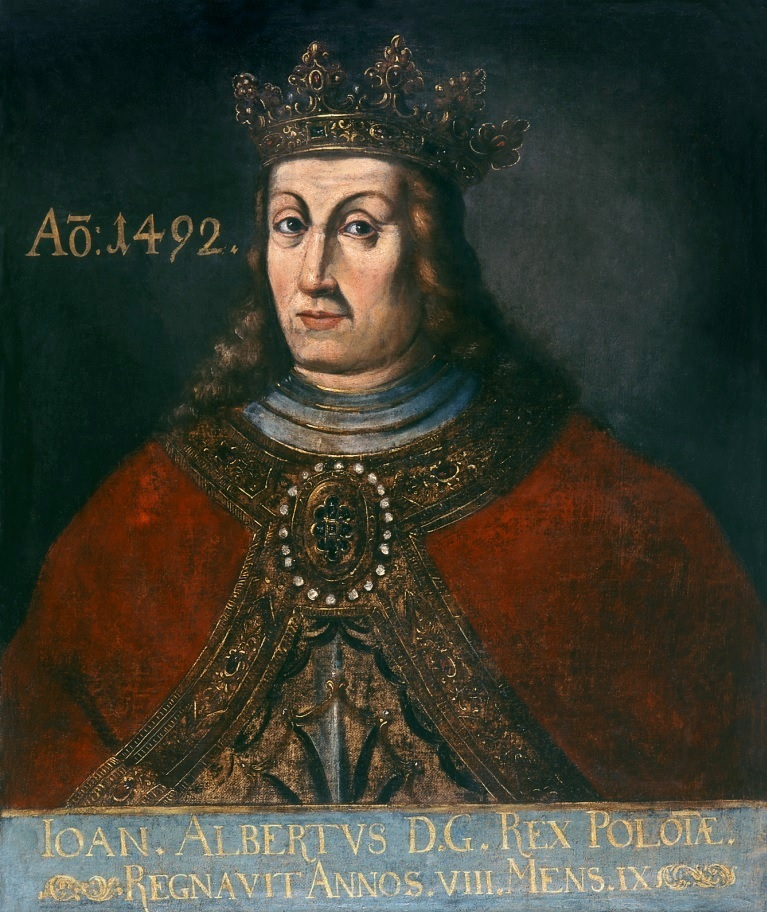
König Johann I. Albrecht

Johann I. Albrecht (auch Albert, polnisch Jan I Olbracht, litauisch Jonas Albrechtas; * 27. Dezember 1459 in Krakau; † 17. Juni 1501 in Thorn) war ab 1492 bis zu seinem Tod König von Polen. Er entstammte der Dynastie der Jagiellonen.

## Leben
Nach dem im April 1490 erfolgten Tod von Matthias Corvinus kämpfte Prinz Jan Olbracht mit seinem älteren Bruder König Władysław von Böhmen um den ungarischen Thron. Am 7. Juni 1490 wurde er bei der Wahl am Rakosfeld vorschnell zum König von Ungarn gewählt. Der Großteil der ungarischen Magnaten stellte die Wahl aber in Frage und wählte am 15. Juli den König von Böhmen, was zu einem Bürgerkrieg zwischen den Brüdern führte. Der Vater Kasimir IV. als auch die Königinmutter Elisabeth zogen für den ungarischen Thron den begabteren jüngeren Sohn Jan Olbracht gegenüber dem unterwürfigen Władysław vor, der aber durch Unterstützung von Beatrix, der Witwe des Corvinus, von den ungarischen Magnaten favorisiert wurde. Es folgten Feindseligkeiten zwischen polnischen Truppen und Söldnern der Schwarzen Armee, welche Władysław in den Dienst nahm, die in der heutigen Slowakei stattfanden. Jan Olbrachts Truppen hatten mehrere Erfolge, sie besetzten das befestigte Stropkov und drangen bis in den Raum Tokaj vor.
Im Mai 1491 kam es nach der Niederlage Jan Olbrachts bei Kaschau zum Ausgleich, wofür er von seinem Bruder die Herzogtümer Glogau, Sagan, Oels und Oppeln in Schlesien erhielt. Trotzdem blieb der polnische Prinz mit einer kleinen Truppenmacht in Oberungarn stehen und als er von einer Erkrankung Władysławs Nachricht erhielt, brach er im Mai 1491 den Frieden und nahm die Kämpfe wieder auf. Er ignorierte sogar die Einwände seines Vaters, der ihm befahl, nach Polen zurückzukehren und begann die Belagerung von Kaschau. Schließlich wurde er von ungarischen Truppen unter Stephan Zápolya im Raum Eperies besiegt und eingeschlossen. Am 7. November 1491 kam es in Preßburg zum Frieden zwischen Władysław und König Maximilian, und nachdem er seinen Bruder gastfreundlich empfangen hatte, zum allgemeinen Ausgleich. Der ältere Władysław verzichtet auf seine Thronfolge in Polen und überließ den Bruder sofort Glogau und die zugesagten schlesischen Herzogtümer, welche Jan Olbracht bis 1498 verwaltete und dann seinen jüngsten Bruder Sigmund überließ.
Nach dem Tod Kasimir IV. Andreas bestieg Jan Olbracht dann 1492 als Johann I. unangefochten den polnischen Thron, während ein weiterer jüngerer Bruder Alexander über das Großfürstentum Litauen herrschte. Er führte Reformen durch, die den Adel in seiner Position stärkte. Im Statut von 1496 wurde festgelegt, dass der Zutritt zu höheren kirchlichen Ämtern nur den Adligen vorbehalten war, dass der Erwerb von Landgütern den Bürgerlichen untersagt war. Er schränkte zudem die Freiheit der Bauern ein. In der Außenpolitik konzentrierte er sich auf die türkischen Angelegenheiten und versuchte die polnische Situation zu verbessern, indem er die Donaufürstentümer kontrollierte.
Die südlichen Teile Polens und Litauens wurden durch Razzien der Krimtataren verwüstet, die von den Osmanen dazu angeregt wurden, die Festungen Kilija und Białogród am Schwarzen Meer 1484 eroberten. König Jan Olbracht unternahm 1497 einen Feldzug gegen die osmanische Herrschaft in diesen beiden Städten, hatte allerdings keinen Erfolg, da sich sein nomineller Vasall, Ștefan cel Mare, gegen ihn wandte.
Während seiner Herrschaft legte sich seit dem Jahre 1493 ein Versammlungsbrauch des Zweikammerreichstages fest, der aus Abgeordneten und Senat bestand.
Als Entlohnung dafür, dass er nicht gegen seinen Bruder, den böhmischen König Vladislav II. bei der Königswahl in Ungarn kandidiert hatte, übertrug ihm dieser am 20. Februar 1491 die Pfandherrschaft über das schlesische Herzogtum Glogau, die er bis 1496 behielt.
Johann I. Albrecht starb 1501 in Thorn, wo sein Herz beigesetzt wurde. Sein Leichnam wurde nach Krakau überführt, wo sein Bruder und Nachfolger Alexander I. sein Grabmal in der Johann-Albrecht-Kapelle der Wawel-Kathedrale stiftete.